# Bataille de l'île de Toraigh
Rébellion irlandaise
Batailles
- Ballymore-Eustace
- Naas
- Prosperous
- Kilcullen
- Carlow
- Harrow
- Tara Hill
- Oulart Hill
- Enniscorthy
- Newtownmountkennedy
- Three Rocks
- Bunclody
- Tuberneering
- New Ross
- Antrim
- Arklow
- Saintfield
- Ballynahinch
- Duncairn
- Ovidstown
- Foulksmills
- Vinegar Hill
- Ballyellis

- 1er Killala
- Ballina
- Castlebar
- Collooney
- Ballinamuck
- 2e Killala
- Île de Toraigh

La bataille de l'île de Toraigh (ou de Donegal ou de Lough Swilly) est une bataille navale des guerres de la Révolution française qui se déroula le 12 octobre 1798 entre des escadres françaises et britanniques au large de la côte nord-ouest du comté de Donegal en Irlande. Ce fut la dernière action de la rébellion irlandaise de 1798, la bataille de l'île de Toraigh mettant fin aux tentatives de la Marine française de débarquer un nombre substantiel de soldats en Irlande pour soutenir les rebelles.
La Société des Irlandais unis, dirigée par Theobald Wolfe Tone, avait lancé le soulèvement irlandais contre l'autorité britannique en mai 1798. À la demande des rebelles, une petite armée française commandée par le général Humbert avait débarqué à Killala, mais à la mi-septembre cette force avait été vaincue et la rébellion avait diminué d'intensité. Ignorant tout de la défaite, les Français dépêchèrent des renforts le 16 septembre. Cependant, après avoir échoué à intercepter la première expédition française, la Royal Navy était en alerte pour contrer toute autre tentative : quand l'escadre transportant les renforts quitta Brest, elle fut rapidement repérée. Après une longue poursuite, les Français furent obligés de se battre dans une baie de l'île de Toraigh. Au cours de l'action, les navires français en infériorité numérique tentèrent de fuir mais furent vaincus au coup par coup, les Britanniques capturant quatre d'entre eux et dispersant les autres. Au cours des deux semaines suivantes, des patrouilles de frégates britanniques balayèrent le chemin de retour à Brest et capturèrent trois navires supplémentaires. Sur les dix navires de l'escadre française d'origine, seules deux frégates et une goélette revinrent à Brest sans encombre. Les pertes britanniques furent minimes.
Cette bataille fut la dernière tentative de la Marine française de lancer une invasion sur une partie des Îles britanniques. Elle mit fin aux espoirs des Irlandais Unis d'obtenir un soutien étranger dans leur lutte contre les Britanniques. Après la bataille, Tone fut reconnu à bord du navire-amiral français, capturé et arrêté. Il fut ensuite jugé pour trahison et condamné à être pendu. Il se suicida dans les heures qui précédèrent sa pendaison.

## Contexte

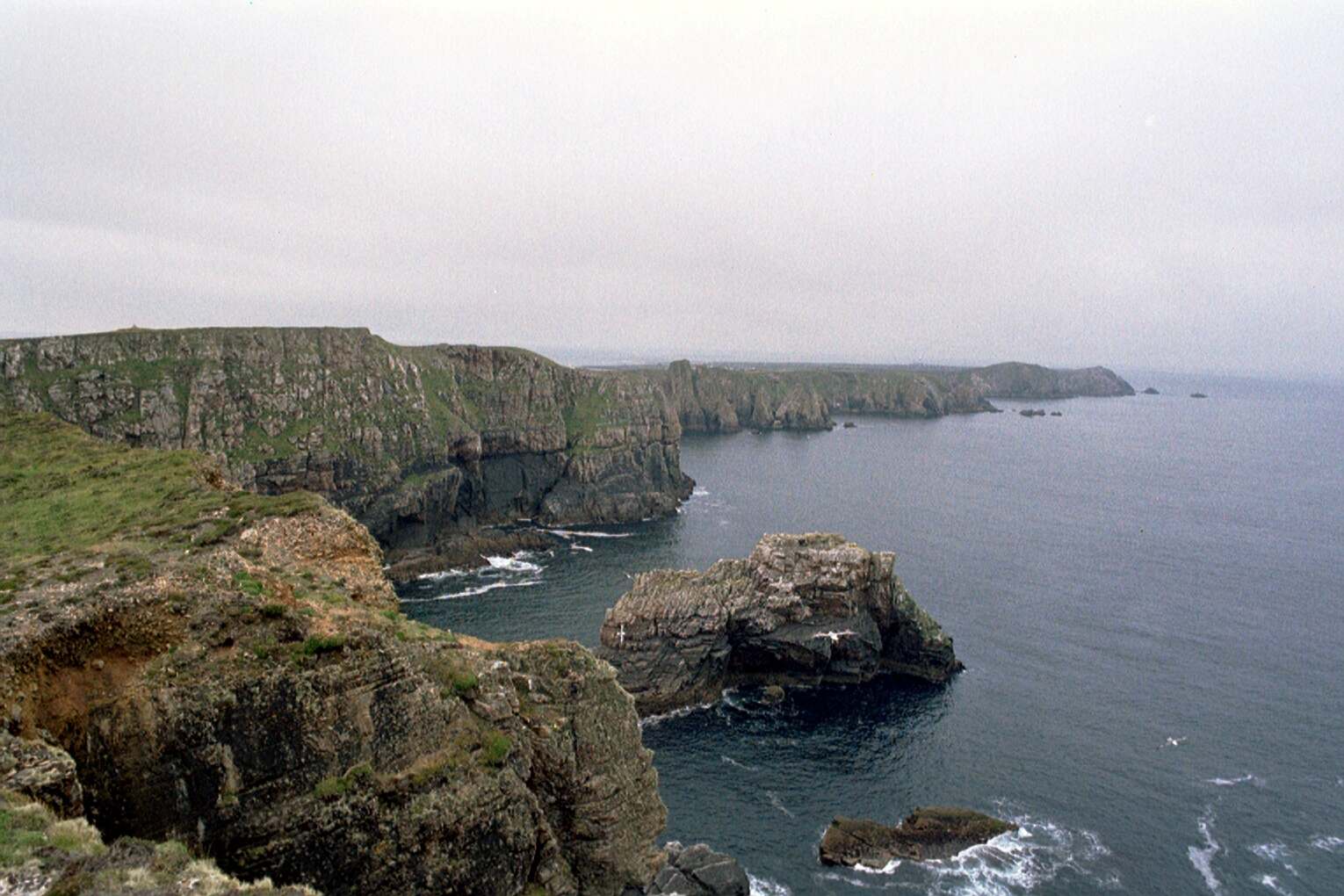
Les côtes de l'île de Toraigh telles que vues en 2005.

Les ennemis de la Grande-Bretagne en Europe continentale savaient depuis longtemps que l'Irlande était un point faible dans les défenses britanniques. Des troupes débarquées y auraient trouvé un objectif stratégique intéressant, non seulement parce que l'envahisseur aurait pu compter sur le soutien d'une large partie de la population indigène, mais aussi parce que, au moins initialement, il aurait été confronté à des troupes moins nombreuses et moins fiables que dans le reste des Îles britanniques. En outre, lancer l'armée britannique dans une campagne irlandaise prolongée aurait permis de réduire sa disponibilité sur d'autres théâtres de guerre. Enfin, les planificateurs français estimaient qu'une invasion réussie de l'Irlande aurait pu constituer une base de départ idéale pour une invasion ultérieure de la Grande-Bretagne.
La rhétorique de la Révolution française poussa de nombreux Irlandais à se battre pour les mêmes principes de liberté, d'égalité et de fraternité dans leur pays, la liberté dans ce contexte signifiant l'indépendance vis-à-vis de la Grande-Bretagne.  Avec ces objectifs en tête, un avocat de Dublin, Theobald Wolfe Tone, fonda la Société des Irlandais Unis en 1791. Alliée à la République française, la société fut réprimée par les autorités britanniques et forcée d'entrer dans la clandestinité quand la guerre éclata entre la France et la Grande-Bretagne en 1793. Tone et d'autres membres de sa Société se rendirent secrètement en France pour convaincre la Convention nationale française d'envahir l'Irlande. Ils firent valoir qu'une telle invasion aurait pu compter sur le soutien d'un grand nombre d'Irlandais et, en cas de succès, aurait porté un coup sévère à l'effort de guerre britannique, peut-être même suffisant pour obliger la Grande-Bretagne à rechercher la paix.

### Tentatives d'invasion
Les différents partis politiques français estimaient difficile d'organiser une opération navale vers l'Irlande. Ils avaient en tête la défaite de la « flotte française de l'Atlantique » lors de la bataille du 13 prairial an II et la désastreuse opération de la campagne du Grand Hiver en 1795. Après la perte de beaucoup de ses meilleurs officiers pendant les purges politiques de la Terreur, ces défaites laissaient une image négative de la Marine française, décourageant toute pensée stratégique aventureuse. Toutefois, une expédition fut finalement envoyée en Irlande en décembre 1796. L'expédition, dirigée par l'amiral Morard de Galles, se composait de 17 vaisseaux de ligne et 27 bateaux plus petits, et transportait 25 000 hommes. Au cours de la tempête qui éclata peu après le départ (la campagne avait lieu au pire moment de l'hiver), la frégate La Fraternité, avec à son bord l'amiral et le général en chef, fut séparée du reste de la flotte. Poursuivie par des bâtiments anglais, elle dut pousser assez loin au large, dans l'Atlantique. Quand elle atteignit enfin la baie de Bantry, le point de débarquement prévu, le reste de la flotte et de l'armée, qui n'avait pas osé débarquer, avait repris le chemin de Brest. Pas un seul soldat français n'avait débarqué et l'expédition était un désastre total, avec 13 navires perdus et plus de 2 000 hommes noyés.
L'année suivante, Tone et ses compagnons essayèrent de persuader le gouvernement des Pays-Bas, alors sous occupation française, de préparer leur propre expédition. Au cours de 1797, la flotte néerlandaise se prépara au voyage et en octobre partit vers Brest, avec l'intention de s'associer à la flotte française et de lancer une seconde tentative d'invasion. La flotte néerlandaise avait pris la mer seulement depuis quelques heures quand elle dut affronter la flotte britannique de la mer du Nord, commandée par l'amiral Adam Duncan. Duncan attaqua immédiatement et, dans la bataille de Camperdown qui suivit, captura ou détruisit une dizaine de navires et dispersa le reste. La flotte française, pour sa part, ne quitta jamais le port de Brest.

### La rébellion irlandaise de 1798
Dans l'espoir d'exploiter le soulèvement spontané qui se propageait à travers l'Irlande en mai 1798, le contre-amiral Daniel Savary effectua une troisième tentative qui connut davantage de succès. Il prit le commandement d'une petite escadre de frégates battant trompeusement les couleurs britanniques et, au mois d'août, débarqua 1 150 soldats français commandés par le général Humbert à Killala. Les Français auraient pu envoyer une force plus importante, mais ils avaient été pris au dépourvu. En effet, il était prévu que la rébellion irlandaise commence avec le débarquement français, mais les services de renseignements britanniques avaient infiltré les Irlandais Unis et arrêté une grande partie de leur direction, déclenchant une révolte précipitée. Malgré les succès initiaux du soulèvement, son sort était déjà tracé au moment où Humbert arriva, après les défaites successives des armées rebelles devant les troupes britanniques. Les forces de Humbert, rejointes par de nombreux Irlandais Unis, connurent à leur tour quelques succès, mais elles furent incapables de faire face à la supériorité britannique à la bataille de Ballinamuck et durent se rendre le 8 septembre. Bien que leur petite taille leur ait permis de rejoindre l'Irlande sans être repérées, ni l'escadre de Savary, ni l'armée qu'il conduisait ne furent suffisamment importantes pour avoir un impact significatif sur la campagne.

## La mission de Bompart
Ignorant que Humbert avait capitulé et que la rébellion était vaincue, les Français préparèrent une nouvelle expédition sous le commandement du contre-amiral Jean-Baptiste Bompard. Trois mille hommes embarquèrent à bord du vaisseau de ligne Hoche, de sept frégates (l’Immortalité, la Romaine, la Loire, l’Embuscade, la Bellone, la Coquille, la Sémillante et la Résolue) et d'une goélette, la Biche, qui quittèrent le port de Brest le 16 septembre. Toutefois, la Royal Navy, échaudée après avoir laissé passer l'escadre de Savary, se montrait désormais plus vigilante : des patrouilles itinérantes croisaient au large des principaux ports français et aux abords de l'Irlande, tandis que des escadres de cuirassés de la flotte de la Manche naviguaient à proximité, prêtes à intervenir contre toute nouvelle force d'invasion. Le commandant de l'escadre en mer d'Irlande était Sir John Borlase Warren, un officier très expérimenté qui s'était fait un nom lors de raids sur les côtes françaises au début de la guerre.
L'escadre de Bompart quitta Brest en fin de soirée, dans l'espoir de passer inaperçue des navires britanniques à la faveur des ténèbres. Mais ils mirent trop de temps à sortir de la rade de Brest, et furent repérés à l'aube du 17 septembre par Richard Goodwin Keats à bord du HMS Boadicea. Keats divisa immédiatement ses forces. Il ordonna au HMS Ethalion, commandé par le capitaine George Countess, et au brick HMS Sylph, sous le commandement de John Chambers White (en), de suivre la force française. Pendant ce temps, Keats lui-même apporta les nouvelles des mouvements français à lord Bridport, amiral de la flotte de la Manche.

### La poursuite de Countess
Bompart se savait suivi par des navires britanniques, mais il continua néanmoins de naviguer vers le nord. Countess le suivait de près et fut rejoint le 18 septembre par le HMS Amelia, commandé par le capitaine Charles Herbert. Initialement au nord du navire français, l’Amelia avait repéré la chasse le jour précédent et profité de la nuit pour passer en silence à travers l'escadre de Bompart. Le lendemain, Bompart tenta de se débarrasser de ses poursuivants en feignant de se diriger vers Lorient, puis il changea de route à nouveau le jour suivant, se dirigeant vers le sud comme s'il voulait partir vers les Antilles. Cependant, les navires britanniques restaient dans son sillage et, le 20 septembre, n'étaient plus qu'à neuf milles de la flotte de Bompart qui poursuivait sa route au sud-ouest comme s'il faisait voile vers les Amériques. Le HMS Anson, un vaisseau rasé commandée par Philip Charles Durham, rejoignit les forces britanniques le 20 septembre.
Malgré les tentatives de Bompart de dissimuler sa destination, dans la soirée du 23 septembre Countess avait conclu à juste titre que le Français était en route pour l'Irlande. Il envoya le brick Sylphid avertir Sir Warren et d'autres navires britanniques de lui barrer la route. Deux jours plus tard, le 25 septembre, Bompart fut contraint de faire route vers l'est et de perdre du terrain sur ses poursuivants quand un convoi de navires britanniques remonta vers le nord. Ce convoi était composé de plusieurs Indiamans lourdement armés, protégés par plusieurs frégates et constituait une grave menace pour les navires surchargés de Bompart. Il tenta ensuite de foncer sur l'escadre de Countess, mais les navires britanniques, plus rapides, se tinrent tout simplement à bonne distance, ne reprenant leur poursuite qu'une fois que les Français eurent repris leur cap initial. Le 29 septembre, Bompart tenta une dernière fois de menacer ses poursuivants, essayant d'engager les frégates britanniques dans un combat avec trois de ses propres navires, dont l'Immortalité et la Loire. Ce plan échoua après que son navire amiral, le Hoche, perdit une partie d'un de ses mâts dans le gros temps et resta en arrière du reste de l'escadre, obligeant les frégates à retourner sous sa protection.
Ne pouvant s'échapper, Bompart cessa de feindre de faire voile vers les Amériques et prit le cap du nord-ouest. La journée suivante, un fort vent brisa des mats du Hoche et de l’Anson, ce qui ralentit les deux escadres, mais les réparations furent effectuées plus vite sur le Hoche, et les Français furent en mesure de repartir les premiers. La poursuite continua vers le nord pendant les quatre jours suivants jusqu'au 4 octobre. Ce jour-là, un violent orage s'abattit et Bompart réussit à semer Countess dans l'obscurité croissante. Dans les grands vents, l’Amelia s'écarta de sa route et s'éloigna du reste de la flotte britannique le 7 octobre, tandis que l’Anson subissait de nouveaux dommages en perdant, cette fois, deux mats supérieurs.
Le 11 octobre, le temps s'éclaircit et, repérant deux voiles au sud, Countess embarqua sur l’Ethalion pour enquêter. Les navires étaient l’Amelia et un navire de ligne de l'escadre de Warren, qui, ayant reçu l'avertissement du Sylph le 23 septembre, faisaient route vers le nord pour tenter d'intercepter les Français. L'escadre de trois navires de ligne de Warren et la corvette HMS Magnanime avaient été rejointes la veille par deux frégates supplémentaires stationnées à Lough Swilly : le HMS Mélampous, commandé par le capitaine Graham Moore, et le HMS Doris, par Lord Ranelagh. Warren garda le Melampous dans son escadre et envoya le Doris parcourir les côtes irlandaises et avertir les garnisons britanniques de la situation, en particulier dans la région du Donegal où avait eu lieu le débarquement français antérieur.

### La poursuite de Warren
Ayant finalement échappé à ses poursuivants, Bompart se dirigea directement sur Lough Swilly, où devait se dérouler le débarquement. Ignorant la défaite de la rébellion, il espérait que l'armée d'Humbert opérerait dans la zone de Swilly Lough, comme le prévoyait le projet de campagne avant le départ de France de Humbert. En arrivant au large de la côte, Bompart chercha un site propice pour débarquer, mais ne put en trouver un avant la nuit du 10 octobre. Il passa la nuit près de l'île de Toraigh, mais fut surpris le lendemain de voir des voiles à l'horizon ; l'escadre de Warren avait été rejointe par les navires de Countess et faisait peser une menace écrasante sur les navires français. Abandonnant tout projet de débarquement, Bompart mena ses navires au vent pour leur donner une marge de manœuvre et offrir à leurs commandants autant d'occasions que possible de s'enfuir à l'approche des Britanniques.
Tout au long de la journée, l'escadre de Warren leur barra la route au nord-est tandis que Bompart faisait des efforts désespérés pour atteindre la haute mer. Les deux flottes furent gênées par une tempête qui balaya la région peu avant 20 heures. Les parties hautes des trois mats du Hoche cassèrent et la voile du mât de misaine fut déchiquetée, rendant son navire beaucoup plus lent que ceux de ses compatriotes et les obligeant à rester à proximité pour sa défense. D'autres navires souffrirent aussi de la tempête, comme le navire français Résolue qui eut une sévère voie d'eau et l’HMS Anson qui perdit son mât d'artimon et plusieurs autres mats supérieurs.

## La bataille de l'île de Toraigh

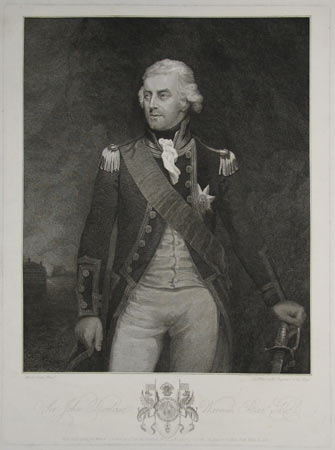
Sir John Borlase Warren

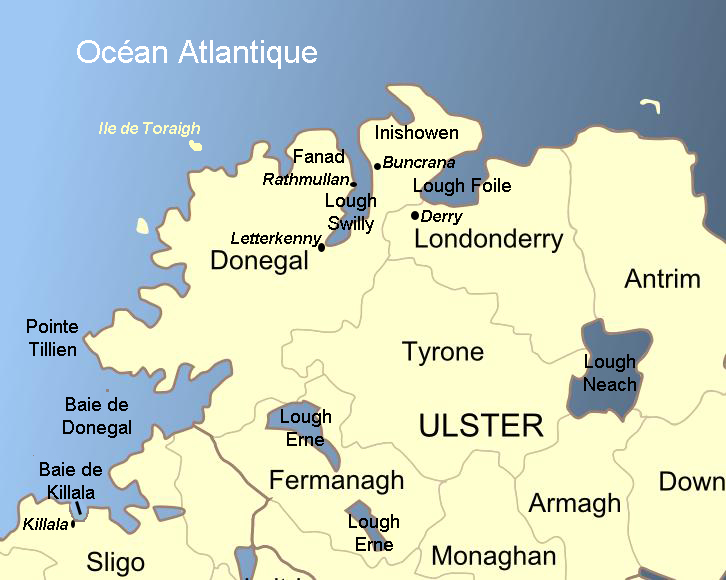
Carte d'Irlande localisant les principaux emplacements de la bataille de l'île de Toraigh.

Dans la nuit, Bompart essaya de leurrer les Anglais en envoyant la goélette la Biche ordonner à la frégate la Résolue, commandée par le capitaine Jean-Pierre Bargeau, de faire accoster son navire et de lancer des fusées éclairantes dans l'espoir de détourner Warren de sa poursuite. Pour des raisons inconnues, cet ordre ne fut pas appliqué, et au matin, Warren était encore derrière Bompart, dont les navires naviguaient désormais sur deux lignes inégales. Les navires de Warren étaient encore plus dispersés, avec le HMS Robust et le HMS Magnanime à quatre milles nautiques (7,4 km) en arrière des Français et gagnant rapidement du terrain, l’Amelia et le Melampous un peu en retrait et le navire amiral, le HMS Canada avec le HMS Foudroyant à huit milles nautiques (15 km) de l'ennemi. Les autres navires britanniques étaient dispersés à travers cette formation, à part le HMS Anson qui naviguait loin derrière, hors de vue[I].
Réalisant qu'il ne pourrait pas s'échapper et aurait à combattre les Britanniques, Bompart mit son escadre en ordre de bataille et se dirigea vers l'ouest, attendant le signal de l'attaque de Warren. En raison de la dispersion de son escadre, Warren ne le lança qu'à 7 heures, ordonnant au Robust de se diriger vers les lignes françaises et d'attaquer directement le Hoche. Le capitaine du Robust, Edward Thornbrough, obéit immédiatement et se dirigea sur les Français, tirant sur les frégates l’Embuscade et la Coquille au passage avant d'arriver sur le Hoche et, à 8 h 50, d'entamer un violent duel rapproché d'artillerie. Quelques minutes plus tard, la frégate britannique Magnanime entra en action, tirant sur les frégates françaises l’Immortalité, la Loire et le Bellone, restées en arrière et qui avaient empanné pour les tirer de dos. Les trois autres navires britanniques en action, Ethalion, Melampous et Amelia, tirèrent sur le Hoche isolé avant de poursuivre les frégates françaises qui s'éloignaient vers le sud-ouest. Le Canada et les autres navires britanniques ignorèrent le Hoche, sauf pour lui tirer quelques coups de feu lointains. Au moment de leur passage, le navire était visiblement une épave, après avoir été touché à plusieurs reprises par les tirs du Robust et du Magnanime. Bompart se rendit finalement à 10 h 50, avec 270 tués ou blessés parmi ses membres d'équipage et passagers.
L’Embuscade fut le suivant à se rendre, après avoir été fortement endommagé dans les échanges de tir avec le Magnanime et encore plus par des tirs à longue distance pendant la poursuite du Foudroyant. Rattrapé par plusieurs gros navires britanniques, le capitaine de l’Embuscade, Clément La Roncière préféra se rendre à 12 heures 30 après avoir fait jeter toutes les armes par-dessus bord plutôt que de laisser détruire son navire. Le Magnanime, abimé après son combat avec le Hoche, prit possession de l’Embuscade et continua à suivre lentement derrière le reste de la flotte, tandis que le Robust, qui avait beaucoup souffert de son duel avec le Hoche, restait aux côtés de son adversaire de la veille pour en prendre possession. L'escadre française, à la suite de la direction du vent, se dirigea par le travers vers les bateaux britanniques épars, à commencer par le Foudroyant armé de 80 canons. La plupart des frégates françaises étaient capables de distancer ce lourd navire ennemi, mais la Bellone fut moins heureuse et un tir du vaisseau britannique fit exploser une caisse de grenades dans la hune d'artimon. Cette explosion déclencha un incendie qui fut finalement maîtrisé, mais obligea le navire à réduire considérablement sa vitesse. Il fut peu après attaqué par le Melampous en combat rapproché et subit d'autres dommages. À proximité, la Coquille abandonna la lutte après avoir été dépassé par le Canada ; Warren ordonna au Magnanime qui suivait lentement d'en prendre possession.
L’Ethalion poursuivit la Bellone et tira de façon continue pendant deux heures avec ses canons de proue sur le navire français. L’Ethalion était plus rapide que sa proie et il parvint à sa hauteur au cours de l'après-midi, mais ne put pas s'en approcher suffisamment pour lui porter un coup décisif. Il fallut encore deux heures de poursuite pour que la Bellone, vaincue, finisse par se rendre vers 16 h 0. Après le Hoche, la Bellone fut le navire qui subit le plus d'avaries au cours de la bataille. Au sud du conflit, l’Anson se trouva en danger quand les frégates restantes de l'avant-garde française se dirigèrent vers lui en masse. Le commandant du navire, Durham, fut d'abord surpris par leur approche, car il avait été trop loin pour assister au combat et les navires français portaient de fausses enseignes britanniques, mais il réalisa rapidement leur véritable identité et ouvrit le feu sur la Loire à 16 heures. Le navire rasé britannique, endommagé, était fortement gêné par son incapacité à manœuvrer, et ne put donc rien faire quand les bateaux français firent demi-tour et mirent les voiles, sinon continuer le feu jusqu'à ce qu'ils soient hors de portée. Pendant la soirée, les frégates françaises restantes échappèrent progressivement à leurs poursuivants et disparurent à la nuit tombante, laissant derrière elles quatre navires prisonniers, dont leur navire-amiral.

### La chasse
À la nuit tombante, quelques-uns des navires français restants étaient entrés dans la baie de Donegal, toujours poursuivis par le Canada, le Melampous et le Foudroyant. Les deux forces se croisèrent à plusieurs reprises dans le noir et le Canada faillit être jeté sur le rivage. De retour sur le champ de bataille, Warren ordonna au Robust de tracter le Hoche dans le Lough Swilly. Cet ordre fut ensuite l'objet de critiques, car le Robust était lui-même très délabré et les orages de la semaine précédente n'avaient pas faibli. Quand la tempête frappa les deux navires, le 13 octobre, le Hoche perdit plusieurs mâts et cassa sa remorque, ne sombrant pas que par les efforts combinés de l'équipage de prise britannique et des prisonniers français. Finalement, le 15 octobre, arriva le Doris qui prit le Hoche en remorque et les deux navires arrivèrent en Angleterre sans autre incident quelques jours plus tard. Entre-temps, l’Ethalion avait ramené le Bellone à bon port, et le Magnanime et l’Amelia avaient pris possession respectivement du Coquille et de l’Embuscade.

### LeMelampuset laRésolue
Dans la matinée du 13 octobre, Warren repéra deux frégates françaises quittant la baie de Donegal et se dirigea vers elles, ordonnant à Moore et au Melampus de rester en arrière, à la recherche d'autres navires. Gêné par des vents contraires, le Melampus parcourut la baie jusque tard dans la nuit et, vers 23 heures 30, fut surpris par l'apparition soudaine de l’Immortalité et de la Résolue près de la Pointe-Saint-Jean. L’Immortalité repéra rapidement le Melampus et s'éloigna, mais le commandant de la Résolue n'avait pas vu le navire britannique et hésita à suivre son compatriote dans l'obscurité. Dans l'obscurité et la confusion, il prit le Melampus pour l’Immortalité et accosta, ne réalisant son erreur que lorsque le Melampus ouvrit le feu. En raison de la grosse mer, les canons de la Résolue avaient été fixés sur les ponts, de sorte qu'elle ne put riposter qu'avec une poignée de fusils tirant du gaillard d'arrière. Réalisant que son navire était incapable de se défendre, le capitaine de la Résolue se rendit au bout de quelques minutes, après avoir perdu dix hommes et une grande partie de son gréement. Le commandant du Melampus fit monter à bord un équipage de prise et repartit à la poursuite de l’Immortalité.

### Fuite de laLoire
La Loire et la Sémillante s'étaient échappées de la bataille vers Black Sod Bay, où elles espéraient se cacher jusqu'à ce qu'elles aient un passage dégagé vers la France. Toutefois, le 15 octobre au soir, une escadre de frégates britanniques aux ordres de James Newman contourna la pointe sud de la baie, obligeant les navires français à fuir vers le nord. Toutes voiles dehors, Newman ordonna au HMS Révolutionnaire de se concentrer sur la Sémillante tandis qu'il poursuivait la Loire à bord du HMS Mermaid, accompagné par le brick HMS Kangaroo sous le commandement d'Edward Brace. La Loire et la Sémillante se séparèrent pour diviser leurs poursuivants ; Mermaid et Kangaroo perdirent la trace de la Loire en début de soirée et la Sémillante échappa au Révolutionnaire après la tombée du jour.
Toutefois, dans la matinée du 16 octobre, Newman repéra la Loire à l'horizon et ordonna immédiatement à ses navires de la poursuivre. La Loire fut plus rapide que la Mermaid dans les vents forts, mais elle fut incapable de distancer le Kangaroo, qui s'engagea directement dans un duel d'artillerie à distance avec une frégate beaucoup plus importante que lui. Le combat fut très déséquilibré et le Kangaroo dut faire marche arrière après avoir subi des dommages dans son gréement. La Loire avait aussi été endommagée et, à 6 h 45 le lendemain matin, le capitaine Segond réalisa qu'il ne pourrait pas échapper à ses poursuivants. À voilure réduite, il décida d'engager le combat avec la Mermaid, alors le seul poursuivant à sa portée.
Le combat entre la Mermaid et la Loire commença à 7 h 00 et l'échange de tirs d'artillerie devint serré et violent après une tentative d'abordage de la Mermaid par la Loire déjouée par le timonier du navire britannique. Les deux navires étaient gravement endommagés, la Mermaid frappant plusieurs espars de son adversaire, mais touchée à son tour par les tirs de fusils des soldats à bord de la Loire. À 9 h 15, le navire français perdit un nouvel espar et Newman était déterminé à foncer sur son adversaire. Au moment où il voulut exécuter la manœuvre, un tir de la Loire abattit le mat de misaine de la Mermaid, la rendant ingouvernable et mettant hors-service un certain nombre de ses canons. Voyant là une occasion de s'échapper, la Loire cessa le combat et s'éloigna, se mettant rapidement à une distance appréciable avant que l'équipage de la Mermaid ne puisse réparer son mât. Des vents violents entravèrent également les efforts de réparation, déchirant plusieurs voiles et espars et provoquant la noyade du charpentier de bord quand il sauta par-dessus bord. Au moment où la Mermaid fut prête à reprendre le combat, la Loire s'était échappée.
Malheureusement pour le capitaine Segond, à l'aube du 18 octobre, le HMS Anson se révéla être à courte distance, faisant difficilement route vers le sud après les dommages subis par ses mâts lors de la bataille du 12 octobre.  Bien que le navire fût presque impossible à gouverner, le capitaine de l’Anson n'était pas décidé à perdre une seconde possibilité de livrer bataille et amena peu à peu son bateau à proximité de la Loire, incapable de s'échapper. Le Kangaroo accompagnait l’Anson. Il avait récupéré de l'avarie du 16 octobre et était prêt pour de nouveaux combats. À 10 h 30, l’Anson et la Loire commencèrent leurs échanges de tirs, incapables de manœuvrer de manière efficace et ne comptant que sur leur puissance de feu pour détruire l'adversaire. Le Kangaroo s'approcha par l'arrière non protégé de la Loire, tira à plusieurs reprises et immobilisa le navire français. À midi, la Loire avait perdu son grand mât et, incapable de fuir, son capitaine fut forcé de se rendre. Son bateau fut remorqué jusqu'au port comme sixième prise de la bataille.

### LeFisgardet l’Immortalité
Les quatre navires restants de la flotte française avaient réussi à échapper aux poursuites et, le 19 octobre, approchaient séparément de Brest, essayant de passer à travers le blocus britannique serré autour du port. Sur la Romaine, le capitaine Mathieu-Charles Bergevin avait tenté de débarquer les troupes à bord de son navire en Irlande le 13 octobre, mais avait été forcé d'abandonner ce plan quand les soldats refusèrent d'être débarqués. Il navigua ensuite vers le sud-ouest, réussit à éviter tout contact avec les forces britanniques, se joignit à la goélette la Biche et arriva à Brest le 23 octobre. Le même jour, après une course-poursuite avec le Révolutionnaire, la Sémillante arriva à Lorient, dernier navire français à rentrer chez lui.
L’Immortalité se trouvait lui aussi presque en sécurité. Dans la matinée du 20 octobre, son capitaine Jean-François Legrand approchait de Brest lorsque son navire fut repéré par le capitaine Thomas Byam Martin du HMS Fisgard. Le Fisgard, qui faisait partie de l'escadre britannique chargée du blocus de Brest, voulut immédiatement engager le combat. L’Immortalité tenta d'abord de s'enfuir, mais il fut forcé d'affronter le Fisgard, plus rapide que lui, à 11 heures. Au cours du combat rapproché qui suivit, même si le Fisgard subit de graves dommages, il en provoqua de plus graves et faillit couler son adversaire. L’Immortalité, qui avait perdu un mât et menaçait de couler, se rendit à 15 heures 30. L’Immortalité comptait 115 blessés, parmi lesquels son capitaine, son premier lieutenant et le général Ménage (commandant les 250 soldats à bord), qui périrent tous. Le Fisgard, avec l'aide des autres navires de l'escadre de blocus, ramena le navire ennemi à Plymouth.

## L'escadre de Savary

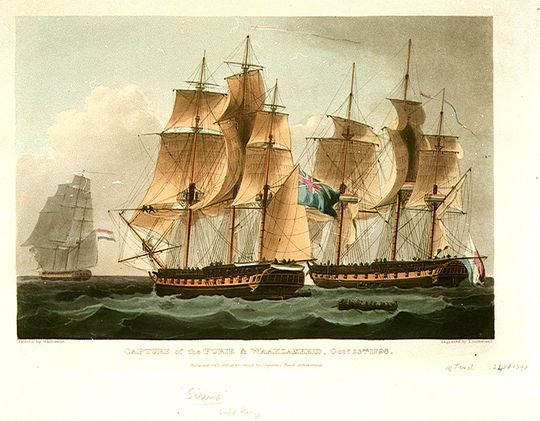
Le HMS Sirius s'empare des frégates bataves Wilhelmina et Waakzaamheid.

Le haut commandement français n'avait pas été découragé par la destruction de sa force d'invasion et avait préparé et envoya une deuxième escadre de quatre frégates, sous les ordres du contre-amiral Daniel Savary. Cette force, initialement prévue pour soutenir Bompart, devait se charger d'escorter les survivants lors de leur retour vers la France. Le 27 octobre, Savary apprenant la destruction de l'escadre de Bompart et l'échec de la rébellion irlandaise de la bouche de sympathisants locaux à Killala, fit route immédiatement vers le sud, espérant éviter le même sort. Toutefois, le 28 octobre, il fut repéré par une escadre britannique de trois navires, dont deux navires de la ligne, commandée par le capitaine Sir James Saumarez. Saumarez se mit immédiatement en chasse et les deux escadres échangèrent de loin des tirs de canon pendant toute la journée. Tard dans la soirée, le navire-amiral de Saumarez, le HMS Caesar, perdit une partie de sa mature par vents forts et le commandement passa à Sir Richard Bickerton à bord du HMS Terrible.
Après un nouveau jour de poursuite, l'après-midi du 29 octobre, Savary divisa son escadre en deux, envoyant deux frégates vers le sud-est et se dirigeant au nord-ouest avec les deux autres. En réponse, Bickerton divisa aussi ses forces, envoyant la frégate HMS Melpomene vers le groupe sud et poursuivant lui-même Savary avec Terrible. Le 30 octobre, les deux navires britanniques étaient à moins de deux milles nautiques (3,7 km) de leurs adversaires et se préparaient au combat quand, à 17 heures, un orage violent éclata sur la région. Savary augmenta son avance en jetant armes, chevaux et matériel par-dessus bord dans le but d'alléger ses navires et d'être mieux adapté aux vents violents. Les navires britanniques, plus lourds, ne purent suivre la vitesse de leurs adversaires et furent distancés. Lorsque le temps se dégagea, les navires français étaient hors de vue et tous quatre revinrent finalement séparément à Brest, mettant fin à la dernière tentative française d'envahir l'Irlande.
La Marine de la République batave fit également une tentative avortée pour soutenir la flotte d'invasion française. Elle envoya, le 24 octobre, les petites frégates Wilhelmina et Waakzaamheid vers l'Irlande avec du matériel militaire. Dans les heures qui suivirent leur départ du port, ces deux navires furent interceptés et capturés par la frégate britannique HMS Sirius aux ordres du capitaine Richard King.

## Conséquences

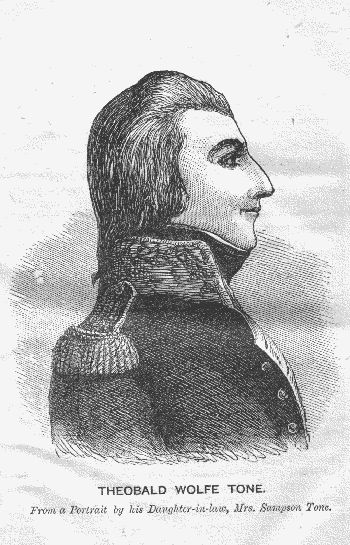
Portrait de Wolfe Tone.

Le retour de Savary au port marqua la fin de la dernière tentative d'une nation continentale de débarquer des troupes en Irlande. Les pertes françaises lors de cette opération avaient été si importantes qu'il devenait irréaliste d'envisager de la répéter. De même, les énormes pertes irlandaises lors de la rébellion, associées aux représailles britanniques contre le peuple irlandais, mit fin à tout espoir de rallumer l'insurrection dans un futur proche. La perte la plus grave pour les Irlandais Unis fut l'arrestation de Wolfe Tone lui-même. Il fut découvert parmi les prisonniers du Hoche, inculpé de trahison et condamné à mort, mais se suicida avant l'exécution de la sentence.
En Grande-Bretagne, ces batailles furent considérées comme de grands succès, et tous les combattants eurent droit aux remerciements du Parlement. De nombreux officiers subalternes furent promus et tous les membres d'équipage reçurent des récompenses financières provenant de la vente des navires capturés. L’Immortalité et la Loire furent achetés et servirent dans la Royal Navy sous leurs propres noms pendant de nombreuses années, alors que le Hoche et l’Embuscade furent rebaptisés respectivement HMS Donegal et HMS Ambuscade. La Coquille devait être également vendue, mais en décembre 1798, une explosion tua 13 personnes et détruisit totalement le navire. Les deux derniers navires, la Résolue et la Bellone, furent jugés trop vieux et trop endommagés pour prendre du service actif. Elles furent toutefois achetées par la Royal Navy pour payer leurs ravisseurs, la Bellone devint la HMS Proserpine et la Résolue la HMS Resolue. Les deux navires servirent de navires portuaires pendant quelques années avant d'être mis à la casse. Cinquante ans plus tard, la bataille fut ajoutée aux affrontements reconnus par une barrette attachée à la Naval General Service Medal, remise sur demande à tous les participants britanniques qui étaient encore en vie en 1847.

### Ordre de bataille des unités françaises
Cette liste comprend les unités des soldats prisonniers de guerre fait durant la bataille sur les navires Le Hoche,,La Bellone,, La Loire
- 1re demi-brigade de marine (1er bataillon)
- 4e demi-brigade de marine (2e bataillon)
- 4e demi-brigade d'artillerie de marine
- 7e demi-brigade de marine
- 7e demi-brigade d'artillerie de marine
- 4e régiment d'artillerie à pied (3e compagnie)
- 5e régiment d'artillerie à cheval également appelé 5e régiment d'artillerie légère (3e compagnie)
- 12e régiment de hussards
- 81e demi-brigade (1er bataillon et 3e bataillon)
- Régiment d'Omeara (corps étrangers formé à Morlaix pour l'Irlande)